# Diecezja Leiria-Fátima
Diecezja Leiria-Fátima (łac. Dioecesis Leiriensis-Fatimensis) – diecezja Kościoła rzymskokatolickiego w Portugalii. Należy do metropolii lizbońskiej. Została erygowana 22 maja 1545. 30 września 1881 zniesiona i 17 stycznia 1918 przywrócona. 13 maja 1984 dołączono do nazwy drugi człon „Fatima”.

## Biskupi
- José Alves Correia da Silva (1920–1957)
- João Pereira Venâncio (1958–1972)
- Alberto Cosme do Amaral (1972–1993)
- Serafim de Sousa Ferreira e Silva (1993–2006)
- António Augusto dos Santos Marto (2006–2022) kreacja kardynalska w 2018
- José Ornelas Carvalho (od 2022)